# Muscle petit droit postérieur de la tête
Le muscle petit droit postérieur de la tête est un des muscles sous-occipitaux.

## Description
Le muscle petit droit postérieur de la tête est un muscle pair, court et de forme triangulaire.

## Origine
Le muscle petit droit postérieur de la tête nait du tubercule postérieur de l'atlas.

## Trajet
Le muscle petit droit postérieur de la tête monte obliquement en arrière et légèrement en dehors.

## Terminaison
Le muscle petit droit postérieur de la tête se termine sur le tiers interne de la ligne nuchale inférieure.

## Innervation
Le muscle petit droit postérieur de la tête est innervé par une branche du premier nerf spinal.

## Action
Le muscle petit droit postérieur de la tête est extenseur et incline la tête. Il contribue également au retour et au contrôle des rotations.

## Galerie

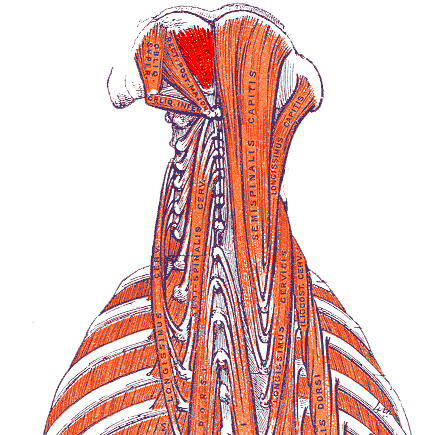
Le muscle petit droit postérieur de la tête gauche
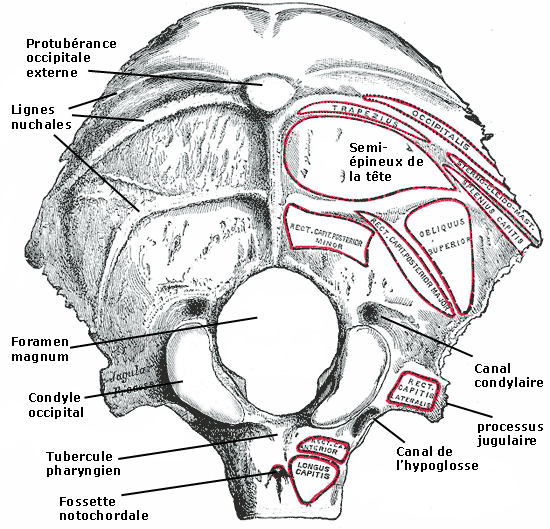
Insertion du muscle petit droit postérieur de la tête (rect/ capit. posterior minor)